# دریاچه آرال
دریاچهٔ آرال (به انگلیسی: Aral Lake) یا دریاچهٔ خوارزم (به انگلیسی: Kharazm Lake) یک دریاچهٔ آب شور در آسیای میانه، میان قره‌قالپاقستان در کشور ازبکستان در جنوب و قزاقستان در شمال بود. دریای آرال میلیون‌ها سال پیش بخشی از دریای پاراتتیس بود. دریای آرال یک دریاچه اندورهیک (پرشور) بود که بین قزاقستان در شمال و ازبکستان در جنوب آن قرار داشت که در دهه ۱۹۶۰ شروع به کوچک شدن کرد و در دهه ۲۰۱۰ تا حد زیادی خشک شد. در منطقه آکتوبه و کیزیلوردا قزاقستان و منطقه خودمختار کاراکالپاکستان ازبکستان قرار داشت. این نام تقریباً از زبان‌های مغولی و ترکی به «دریای جزایر» ترجمه می‌شود، که اشاره‌ای به تعداد زیادی جزیره (بیش از ۱۱۰۰) است که زمانی در آب‌های آن پراکنده بودند. حوضه آبریز دریای آرال ازبکستان و بخش‌هایی از افغانستان، ایران، قزاقستان، قرقیزستان، تاجیکستان و ترکمنستان را در بر می‌گیرد.
دریاچه آرال که قبلاً چهارمین دریاچه بزرگ جهان با مساحت ۶۸۰۰۰ کیلومتر مربع (۲۶۳۰۰ مایل مربع) بود، در دهه ۱۹۶۰ پس از منحرف شدن رودخانه‌هایی که از آن تغذیه می‌کردند توسط پروژه‌های آبیاری اتحاد جماهیر شوروی شروع به کوچک شدن کرد. تا سال ۲۰۰۷، به ۱۰٪ از اندازه اصلی خود کاهش یافت و به چهار دریاچه تقسیم شد: دریای آرال شمالی، حوضه‌های شرقی و غربی دریای آرال جنوبی که زمانی بسیار بزرگتر بود، و دریاچه میانی کوچکتر بارساکلمز. تا سال ۲۰۰۹، دریاچه جنوب شرقی ناپدید شد و دریاچه جنوب غربی به یک نوار نازک در لبه غربی دریای جنوبی سابق عقب‌نشینی کرد. در سال‌های پس از آن، جریان‌های گاه‌به‌گاه آب سبب تجدید دریاچه جنوب شرقی شده است که گاهی به میزان کمی دوباره پر می‌شود. تصاویر ماهواره‌ای ناسا در اوت ۲۰۱۴ نشان داد که برای اولین بار در تاریخ مدرن حوضه شرقی دریای آرال کاملاً خشک شده است. حوضه شرقی اکنون صحرای آرالکم نامیده می‌شود. در تلاشی در قزاقستان برای نجات و دوباره پر کردن دریای آرال شمالی، سد دایک کوکارال در سال ۲۰۰۵ تکمیل شد. در سال ۲۰۰۸، سطح آب ۱۲ متر (۳۹ فوت) بالاتر از سال ۲۰۰۳ بود. از سال ۲۰۱۳، شوری کاهش یافت و ماهی‌ها دوباره به تعداد کافی برای برخی از ماهیگیری‌ها حضور داشتند. پس از بازدید از مویناک در سال ۲۰۱۱، بان کی مون، دبیرکل پیشین سازمان ملل، کوچک شدن دریای آرال را «یکی از بدترین بلایای زیست‌محیطی سیاره» نامید. صنعت ماهیگیری منطقه که زمانی پررونق بود، ویران شده و بیکاری و مشکلات اقتصادی را به همراه داشته است. آب رودخانه سیر دریا برای آبیاری حدود دو میلیون هکتار (۵۰۰۰۰۰ هکتار) از زمین‌های کشاورزی در دره فرغانه استفاده می‌شود. منطقه دریای آرال به شدت آلوده است و به دنبال آن مشکلات بهداشت عمومی جدی است. یونسکو اسناد تاریخی مربوط به دریای آرال را به عنوان منبعی برای مطالعه تراژدی زیست‌محیطی به فهرست حافظه جهانی خود اضافه کرده است.

## پیشینه
از زمان هخامنشیان آسیای میانه را اورزمی یا خوارزمی می‌نامیدند که در پارسی نو به شکل خوارزم (زمین خوار و پست و جلگه‌ای) درآمد. نام این دریاچه در طول تاریخ، دریاچه خوارزم یا دریاچه وخش بوده است، ولی از زمانی که آسیای مرکزی زیر سلطه امپراتوری مغول‌ها و سپس روسیه قرار گرفت، نام آرال جایگزین نام تاریخی خوارزم شد. دو رود تاریخی این سرزمین، رود وخش و رود یخشاارته نیز از سده ۱۶ به بعد به آمودریا و سیردریا تغییر نام داده شد.

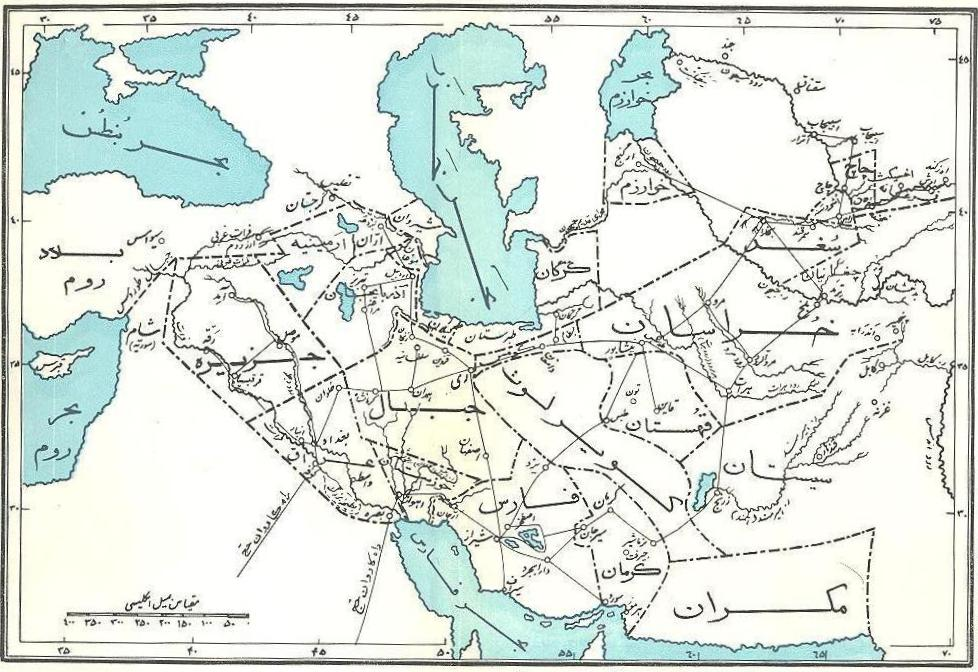
موقعیت دریاچه آرال (بحر خوارزم) در نقشه ایران در عصر خلفای عباسی، برگرفته از کتاب جغرافیای تاریخی سرزمین‌های خلافت شرقی

مطالب ارائه‌شده از سوی چژان-تسیان، بزرگ‌ترین کاشف چینی نواحی غربی آسیای میانه، مؤید وجود دریاچه‌ای بزرگ در شمال غرب چین است که بارتولد آن را دریای آرال می‌داند. زِمارْخُس، سفیر روم شرقی در دربار ترکان که در ۵۶۸ میلادی در زمان خسرو انوشیروان ساسانی، به هنگام بازگشت در منطقهٔ خوارزم از مردابی نام می‌برد که گمان می‌رود، دریاچهٔ آرال باشد. در دورهٔ پس از اسلام، نخستین کسی که به وصف این دریاچه بدون ذکر نام آن می‌پردازد، ابن رُسته و پس از او اصطخری است. ابن خرداذبه از دریای کِرْدِر یاد می‌کند که احتمالاً همان دریاچهٔ آرال باشد. اصطخری، نویسندهٔ «حدود العالم»، گردیزی و جغرافی‌نویسان پس‌تر، همگی از این دریاچه به «بُحَیْرة خوارزم» نام برده‌اند.
آرال، در گذشته یکی از چهار دریاچهٔ بزرگ دنیا بود که ۶۸ هزار کیلومتر مربع وسعت داشت و حدود ۱۱۰۰ کیلومتر مکعب آب را در خود جای داده بود، اما از دههٔ ۱۹۶۰ که دولت شوروی انحراف مسیر رودخانه‌های آمودریا و سیردریا به بیابان قره‌قوم را به منظور کشاورزی آغاز کرد، این دریاچه رفته رفته کوچک شد و در سال ۱۹۸۷ میلادی به دو دریاچهٔ کوچک آرال شمالی و آرال جنوبی تقسیم شد. در سال ۲۰۰۴ مساحت آن به ۲۵٪ مساحت اصلی رسید و شوری آب آن ۵ برابر شد. دو دریاچه شمالی و جنوبی در سال ۲۰۰۷ به ۴ دریاچه مجزا تقسیم شدند. یکی دریاچهٔ آرال شمالی، دو دریاچه در شرق و غرب دریاچهٔ جنوبی پیشین و یک دریاچهٔ کوچک بین دریاچه شمالی و جنوبی، که همگی در مجموع ۱۰ درصد مساحت اصلی دریاچه را داشتند.
به بیابانی که از سال ۱۹۶۰ در بستر آنچه پیش از این دریاچه آرال بود پدیدار شده رسماً بیابان آرال‌قوم می‌گویند. این بیابان در قسمت جنوبی و شرقی آنچه در کشورهای ازبکستان و قزاقستان از دریاچه آرال به جا مانده قرار گرفته است.
تصاویر ماهواره‌ای سال ۲۰۰۹ میلادی نشان می‌دهد که دریاچهٔ شرقی و دریاچهٔ جنوبی هم به‌کلی خشک شده و دریاچهٔ غربی نیز بسیار کوچک‌تر شده است. حداکثر ژرفای دریاچهٔ آرال نیز در سال ۲۰۰۸ حدود ۴۲ متر اندازه‌گیری شده است.
بخش کوچک باقی‌ماندهٔ این دریاچه هم گرفتار آلودگی‌هایی نظیر دورریزهای آزمایش‌های نظامی، کودهای شیمیایی، آفت‌کش‌ها، و پسماندهای پروژه‌های صنعتی و همچنین درصد نمک بسیار بالا شده است. آلودگی زیست‌بوم بزرگ‌ترین مشکل این پهنه آبی است.
در پی کاهش مساحت این دریاچه، صنعت پر رونق ماهیگیری در آن تقریباً نابود شده است که سبب بیکاری و مشکلات اقتصادی زیادی شده است. همچنین منطقه‌های اطراف این دریاچه، دچار آلودگی‌های زیست‌محیطی مهیبی شده‌اند که با افزایش بیماری‌ها خود را نشان می‌دهند. پس‌روی آب این دریاچه نیز، تغییرات آب‌وهوایی را در منطقه ایجاد کرده است. پس‌روی آب این دریاچه، سبب شده که تابستان‌ها گرم‌تر و خشک‌تر و زمستان‌ها سردتر و طولانی‌تر شوند.
در سال‌های اخیر تلاش‌هایی از سوی دولت قزاقستان برای حفظ و احیای دریاچهٔ آرال شمالی صورت گرفته که سبب کاهش شوری آب دریاچه و افزایش تعداد ماهیان در برخی نقاط شده است. اما دریاچهٔ جنوبی شانس چندانی برای بقا ندارد. خشکیدن دریاچهٔ آرال یکی از بزرگ‌ترین فجایع زیست‌محیطی کره زمین به‌شمار می‌رود.
این دریاچه در گذشته بین ۴۳ تا ۴۶ درجه عرض جغرافیایی و ۵۸ تا ۶۲ درجه طول جغرافیایی قرار داشت.

## کانال‌های آبیاری و نابودی دریاچه

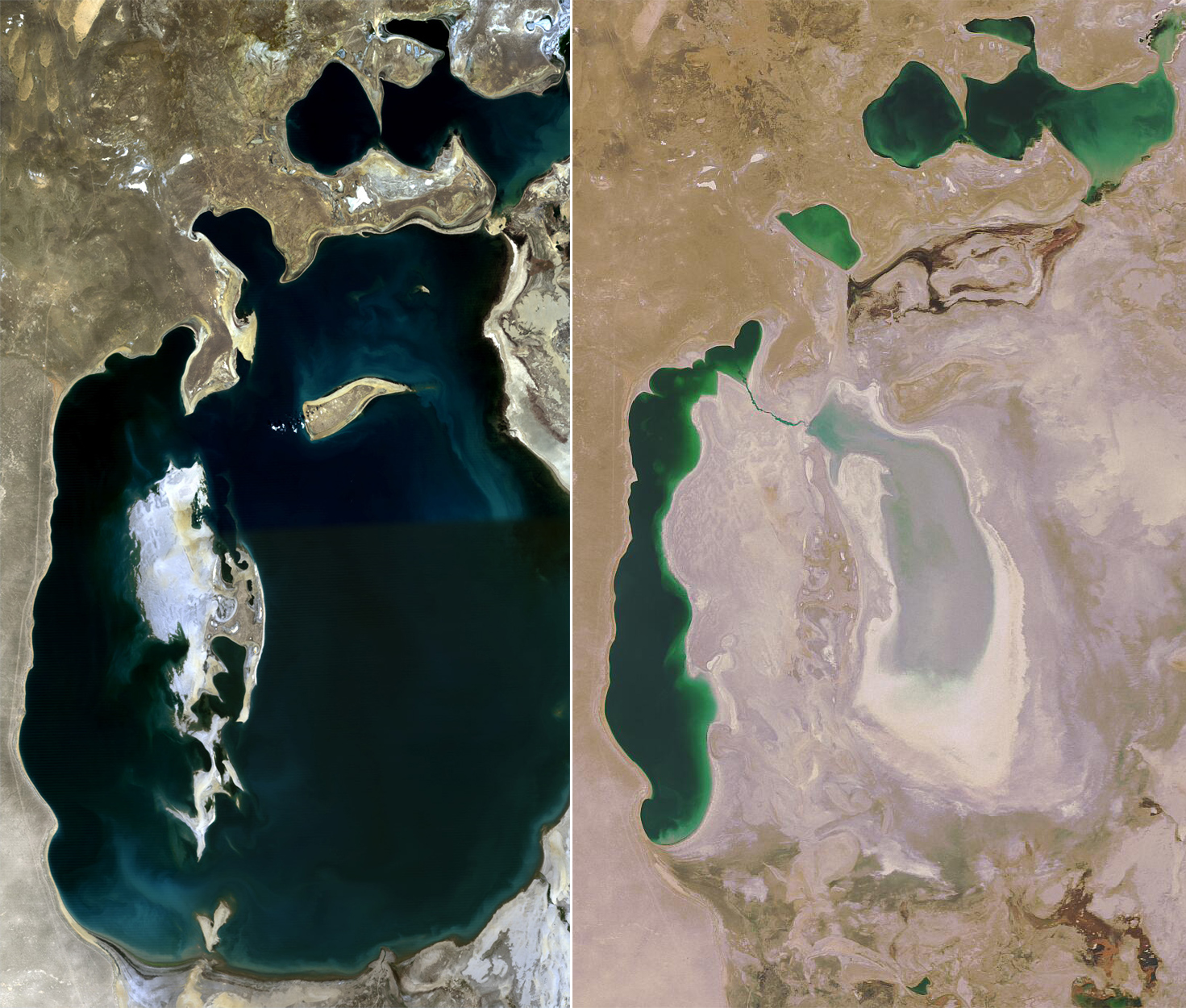
مقایسهٔ مساحت دریاچهٔ آرال بین ژوئیه ۱۹۸۹ و اوت ۲۰۰۸

در اوایل دههٔ ۱۹۶۰ میلادی، دولت شوروی تصمیم گرفت رودخانه‌های آمودریا (جیحون) و سیردریا (سیحون) که بیشتر آب دریاچه آرال را تأمین می‌کردند، به سوی بیابان‌های آسیای میانه تغییر مسیر دهد تا پنبه، برنج، صیفی‌جات و غلات در این مناطق کشت شود. این برنامه برای آن بود تا شوروی به یک صادرکنندهٔ عمدهٔ پنبه تبدیل شود. این اتفاق سرانجام افتاد و امروزه ازبکستان بزرگ‌ترین صادرکنندهٔ پنبه است.
ساخت کانال‌های آب بر روی این دو رود از دههٔ ۱۹۴۰ آغاز شده بود. بیشتر کانال‌ها بد ساخته شده و آب آن درز کرده یا تبخیر می‌شد. در کانال قره‌قوم که بزرگ‌ترین آن‌ها بود ۳۰٪ تا ۷۵٪ آب هدر می‌رفت. اکنون هم تنها ۱۲٪ کانال‌های ازبکستان آب را هدر نمی‌دهند.

کوچک شدن دریاچهٔ آرال

از سال ۱۹۶۰ میلادی، هر سال ۲۰ تا ۶۰ کیلومتر مکعب آب، به جای دریاچه آرال به سوی بیابان می‌رفت. بیشتر آبی که در گذشته به دریاچهٔ آرال می‌ریخت، تغییر مسیر داده بود. از دههٔ ۱۹۶۰ دریاچه آرال کوچک شدن خود را آغاز کرد. از ۱۹۶۱ تا ۱۹۷۰ هر سال به‌طور میانگین ۲۰ سانتی‌متر از ژرفای آب این دریاچه کاسته شد. در دههٔ ۱۹۷۰ این رقم به ۵۰ تا ۶۰ سانتی‌متر و در دههٔ ۱۹۸۰ به ۸۰ تا ۹۰ سانتی‌متر رسید. از ۱۹۶۰ تا ۲۰۰۰ میلادی، آبی که برای کشاورزی مصرف می‌شد به دو برابر رسید. کشت پنبه هم در این دوره دو برابر شد.
نابودی دریاچه برای شوروی‌ها عجیب نبود و آن‌ها از ابتدا انتظار آن را داشتند. اما این تصمیم در شورای وزیران و پولیت‌بورو گرفته شده‌بود و شخصی در سطوح پائین‌تر نمی‌توانست به آن اعتراض کند. واکنش‌ها به نابودی تدریجی آرال متغیر بود. برخی کارشناسان شوروی دریاچهٔ آرال را «خطای طبیعت» توصیف کرده و نابودی آن را غیرقابل اجتناب می‌دانستند. اما از سوی دیگر طرحی در دههٔ ۱۹۶۰ پیشنهاد شد که رودخانه‌های حوضهٔ آبریز رود اوب با یک پروژهٔ کانال‌کشی عظیم به آسیای مرکزی منتقل شود که پر کردن دریاچهٔ در حال خشکیدن آرال یکی از اهداف این طرح بود. این طرح در نهایت به علت هزینهٔ بسیار زیاد و مخالفت افکار عمومی در ۱۹۸۶ میلادی کنار گذاشته شد.

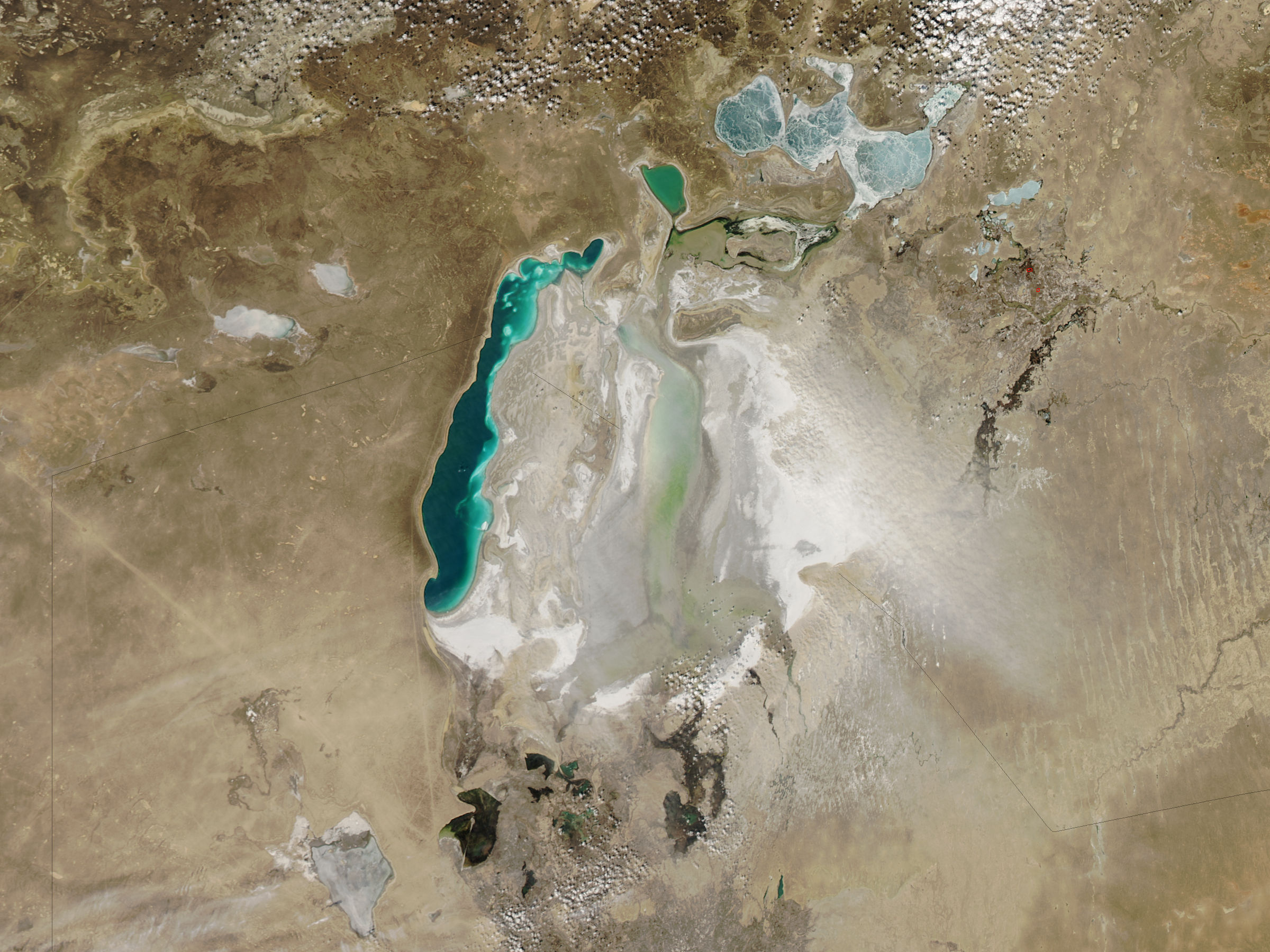
تصویر ماهواره‌ای در مارس ۲۰۱۰ از طوفان شنی که بستر خشکیدهٔ دریا را به سوی جنوب شرقی می‌برد.

از ۱۹۶۰ تا ۱۹۹۸ میلادی، حدود ۶۰٪ سطح دریاچه خشکید. مساحت این دریاچه از ۶۸ هزار کیلومتر مربع در سال ۱۹۶۰ میلادی به ۲۸٬۶۸۷ کیلومترمربع، هشتمین دریاچه دنیا، در سال ۱۹۹۸ رسید. در این مدت درصد نمک آب هم از ۱۰ گرم در لیتر به ۴۵ گرم در لیتر رسید.
در ۱۹۸۷ دریاچه به دو پهنهٔ آبی مجزا تقسیم شد. یک دریاچهٔ کوچک‌تر در شمال و یکی بزرگتر در جنوب.
در سال ۲۰۰۳ دریاچهٔ آرال جنوبی با سرعتی بیشتر از پیش‌بینی‌ها شروع به خشکیدن کرد. چون در بخش‌های عمیق‌تر آن بخش زیرین آب شورتر از بخش روئی بود و آب زیر و رو با هم ترکیب نمی‌شدند به همین دلیل گرمای تابستان فقط به روی آب می‌رسید و آن را با سرعتی بیش از حد انتظار تبخیر می‌کرد. در همین سال دریاچهٔ جنوبی به دو دریاچه در شرق و غرب خود تقسیم شد.
در سال ۲۰۰۴ میلادی، مساحت دریاچه به ۱۷٬۱۶۰ کیلومترمربع رسید، یعنی یک‌چهارم مساحت اصلی. شوری آب آن نیز به پنج برابر رسید و در نتیجه اکثر جانوران و گیاهان دریاچه نابود شدند.
در سال ۲۰۰۷ مساحت دریاچه به ۱۰ درصد مساحت اصلی رسید و شوری آب دریاچهٔ جنوبی به ۱۰۰ گرم در لیتر رسید. در مقام مقایسه، میزان شوری آب دریاهای آزاد حدود ۳۵ گرم در لیتر و بحرالمیت ۳۰۰ تا ۳۵۰ گرم در لیتر است.
از سال ۲۰۰۶ با احداث یک سد، دریاچهٔ آرال شمالی در حال افزایش وسعت، افزایش عمق و کاهش شوری آب است اما باقی‌مانده‌های دریاچهٔ جنوبی همچنان در حال خشکیدن است و صحرای آرال‌قوم را در بستر دریاچهٔ سابق پدیدآورده است.